# 黄灯笼辣椒
黄灯笼辣椒，又名中华辣椒、黄帝椒、黄辣椒，是茄科茄亚族辣椒属的植物。
国际上将中华辣椒确定为辣椒的五大栽培种之一，原产於古巴、巴西、秘鲁、玻利维亚、巴拉圭等中南美洲国家。

## 命名由来
1776年，荷兰内科医生兼植物学家尼古拉斯·约瑟夫·冯·雅克恩（Nikolaus von Jacquin）从新大陆为神圣罗马帝国皇帝弗朗茨一世采集到辣椒种子，由于当时地理认知的错误，误认为此辣椒源自中国，遂命名为“中华辣椒”（Capsicum chinense）。“Chinense”是拉丁语，意为“中华”。错误的命名由于长期使用成为约定俗成称呼而一直沿用至今。实际上所有辣椒的源头都是美洲。
黄灯笼辣椒由於在中国海南省栽培品种颜色为金黄色而得名。

## 辣度
黄灯笼椒富含辣椒素类物质，辣度高，可达170000SHU。2007年，中华辣椒品种之一的印度魔鬼辣椒（Bhut Jolokia）获得吉尼斯世界记录（Guinness World Records），辣度达到100万1千3百SHU单位。因此一般不作为鲜食。在海南省主要做成黄灯笼辣椒酱。
多种有记录或得到吉尼斯世界纪录认证的最辣辣椒都是其属下的栽培种。

## 外型及習性
在热带地区为多年生半灌木，一般栽培品种株高为70cm左右，常年生长的植株株高可超过1米，个别品种可长到近2米，极多分枝，单叶互生，全缘或浅波状。

### 花
花多簇生于分枝处，每个节位能抽生3－5朵花，多则达十多朵或以上，高节位时常因节间缩短而生于近叶腋处。花梗下垂。花萼杯状，具5－7小齿，结果时稍增大宿存，花萼与花梗间收缩。花冠辐射状，白色至绿白色，花冠上没有斑点，5中裂，裂片镊合状排列。雄蕊5枚，贴生于花冠筒基部，花丝丝状，花药并行，蓝色或淡黄色，纵缝裂开。子房2室，花柱细长，花柱比花药长，柱头2－3裂，胚珠多数。

### 果
果实俯垂，每节位能坐果1－3个，幼果有多种颜色，生理完熟果多为红色或黄色，果长3－7厘米，宽3.5－5.0厘米，单果重5－50克。种子扁圆盘形，褐色，胚极弯曲。

## 种植和分布情况
传统种植区：墨西哥尤卡坦半岛；中美洲、加勒比海诸岛国；南美委内瑞拉、巴西、智利等国。
其它种植区：美国佛罗里达州；亚洲中国西南部及印度、越南等东南亚国家；非洲。
黄灯笼椒在中国大面积栽培主要是在海南省的文昌、琼海、万宁、陵水、三亚等地方，广西的靖西也有零星栽培。

## 主要品种
- 中国海南省：主要栽培品种是本地种和“热辣2号”杂交种，当地品种为“海南黄灯笼辣椒”，也称黄帝椒，主要分布于海南省东线的文昌、琼海、万宁等地。
- Adjuma辣椒（苏里南）
- Ají limo辣椒（又名Naucho，秘鲁）
- Ají dulce辣椒（委内瑞拉Venezuela）
- Datil辣椒（美国佛罗里达州）
- 惡魔的舌頭辣椒（Fatalii，中非南部）
- 哈瓦那辣椒（Habanero是西班牙语，加勒比地区、中美洲、墨西哥，原产古巴）
  - 栽培种紅色殺手辣椒（Red Savina）
- Madame Jeanette辣椒（苏里南）
- 苏格兰斯科奇·伯纳特辣椒（Scotch bonnet，牙买加）
- Arriba Saia (Brazil)，原产巴西
- Umbigo de Tainha (Brazil)，原产巴西
- 红色加勒比 Red Caribbean，原产加勒比海岛国格林纳达（Grenada）

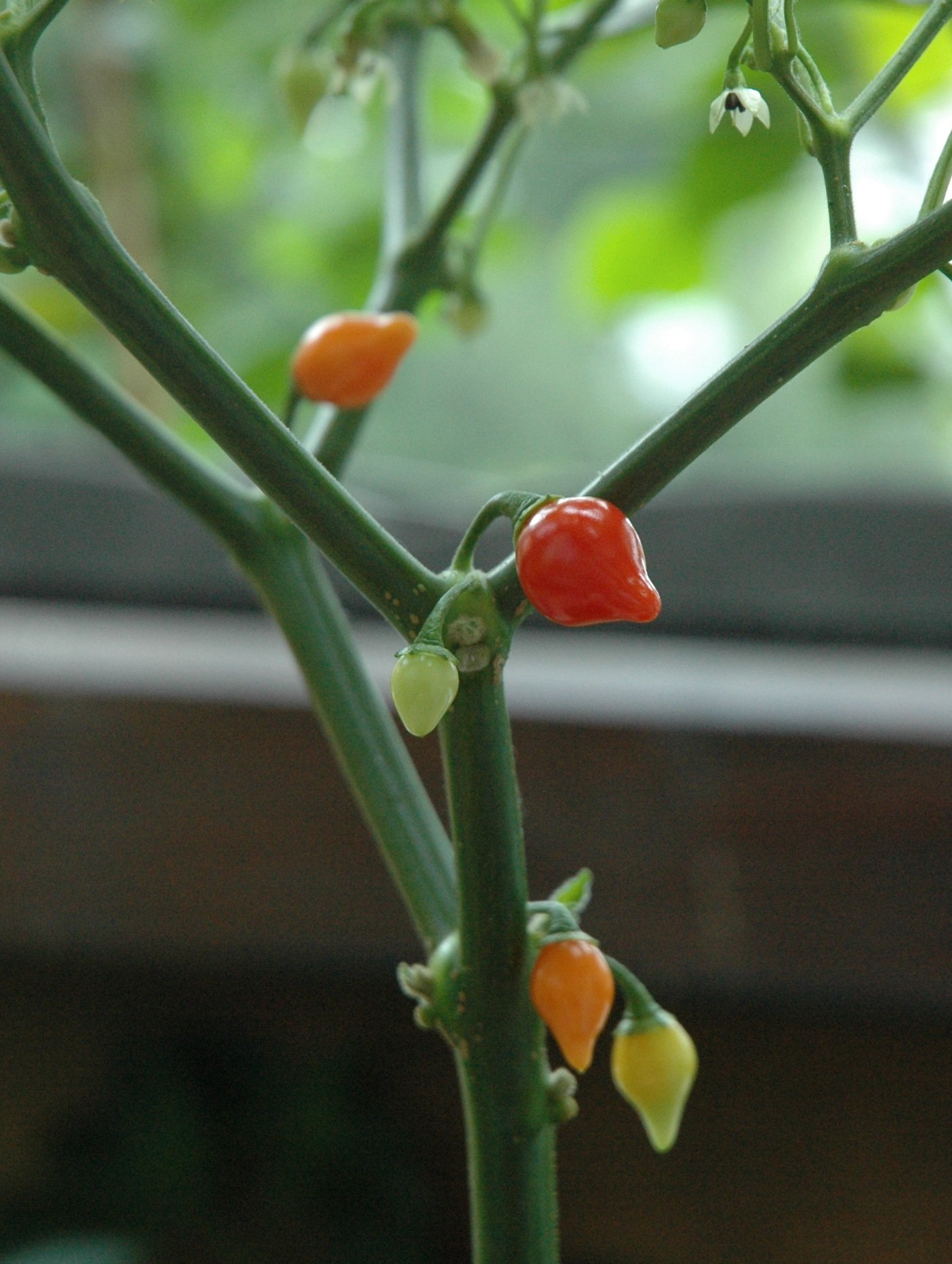
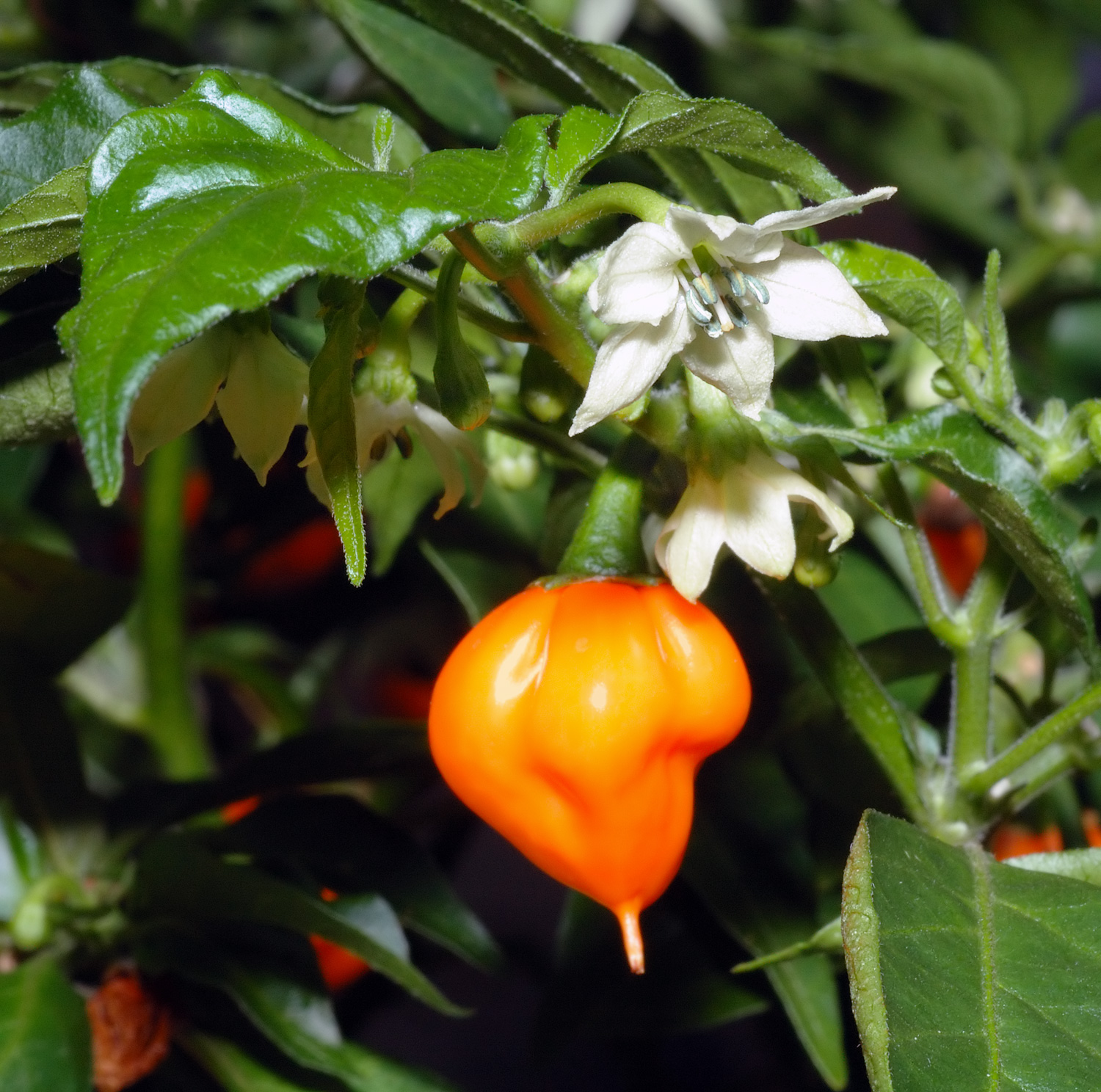
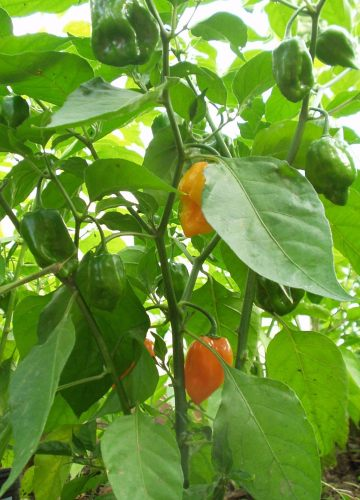
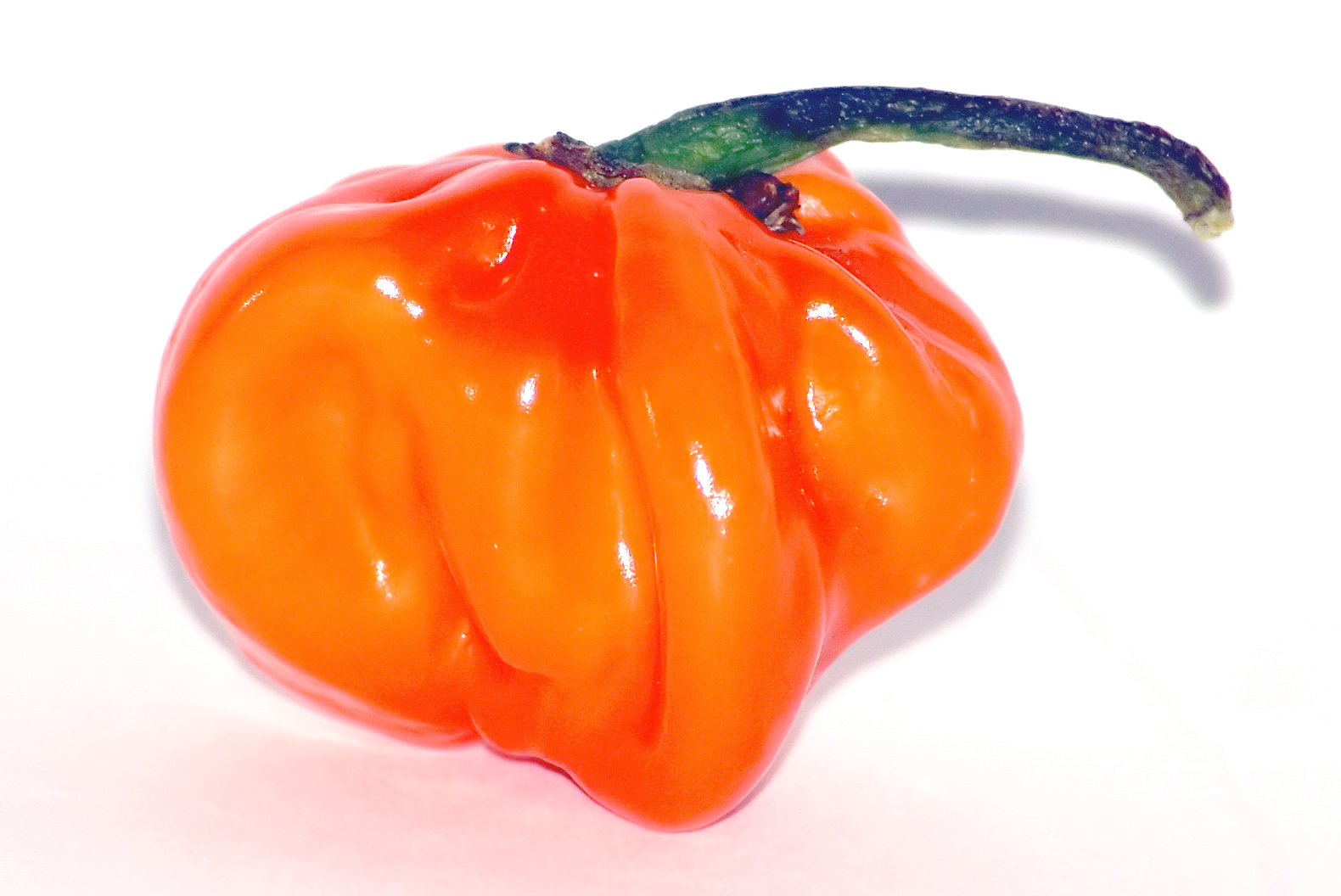